# Municipio de Lincoln (condado de Daviess)
El municipio de Lincoln (en inglés: Lincoln Township) es un municipio ubicado en el condado de Daviess en el estado estadounidense de Misuri. En el año 2010 tenía una población de 108 habitantes y una densidad poblacional de 1,16 personas por km².

## Geografía
El municipio de Lincoln se encuentra ubicado en las coordenadas 40°4′58″N 93°49′48″O / 40.08278, -93.83000. Según la Oficina del Censo de los Estados Unidos, el municipio tiene una superficie total de 93.18 km², de la cual 93,03 km² corresponden a tierra firme y (0,16 %) 0,15 km² es agua.

## Demografía
Según el censo de 2010, había 108 personas residiendo en el municipio de Lincoln. La densidad de población era de 1,16 hab./km². De los 108 habitantes, el municipio de Lincoln estaba compuesto por el 100 % blancos. Del total de la población el 0 % eran hispanos o latinos de cualquier raza.